# Nuoto ai campionati europei di nuoto 2024 - Staffetta 4x200 metri stile libero maschile
La gara della staffetta 4x200 metri stile libero maschile dei campionati europei di nuoto 2024 si è svolta il 17 giugno 2024 presso il Centro Sportivo Milan Gale Muškatirović di Belgrado.

## Podio
| Pos.    | Nazione  | Atleta                                                                             |
| ------- | -------- | ---------------------------------------------------------------------------------- |
| Oro     | Lituania | Tomas Navikonis Tomas Lukminas Kristupas Trepočka Danas Rapšys Rokas Jazdauskas    |
| Argento | Ungheria | Nándor Németh Balázs Holló Richárd Márton Hubert Kós Attila Kovács Boldizsár Magda |
| Bronzo  | Grecia   | Dimitrios Markos Kōnstantínos Englezakis Kōnstantínos Stamou Andreas Vazaios       |

## Record
Prima della manifestazione il record del mondo (RM) e il record dei campionati (RC) erano i seguenti.
|  | 6'58"55 | Stati Uniti   | 31 luglio 2009 Roma      |
|  | 6'58"58 | Gran Bretagna | 28 luglio 2021 Tokyo     |
|  | 7'03"48 | Russia        | 19 maggio 2021 Eindhoven |

Durante la competizione non sono stati migliorati record.

## Programma
| Data           | Ora   | Turno    |
| -------------- | ----- | -------- |
| 17 giugno 2024 | 10:43 | Batterie |
| 17 giugno 2024 | 19:04 | Finale   |

## Risultati

### Batterie
| Pos. | Batteria | Corsia | Nazione  | Atleta | Tempo   | Note |
| ---- | -------- | ------ | -------- | --- | ------- | ---- |
| 1    | 2        | 4      | Lituania | Tomas Navikonis (1'47"43) Tomas Lukminas (1'46"90) Kristupas Trepočka (1'47"52) Rokas Jazdauskas (1'47"90)           | 7'09"75 | Q    |
| 2    | 2        | 2      | Israele  | Eitan Ben Shitrit (1'48"51) Bar Soloveychik (1'46"73) Romano Yoav (1'48"20) Gal Cohen Groumi (1'48"09)               | 7'11"53 | Q    |
| 3    | 3        | 6      | Ungheria | Richárd Márton (1'48"37) Hubert Kós (1'47"67) Attila Kovács (1'49"86) Boldizsár Magda (1'50"20)                      | 7'16"10 | Q    |
| 4    | 1        | 2      | Germania | Danny Schmidt (1'48"54) Marius Zobel (1'50"72) Philipp Peschke (1'47"76) Jarno Bachnitt (1'49"20)                    | 7'16"22 | Q    |
| 5    | 2        | 7      | Croazia  | Niko Janković (1'48"03) Vili Sivec (1'48"75) Marin Mogić (1'50"43) Karlo Perčinić (1'49"02)                          | 7'16"23 | Q    |
| 6    | 2        | 3      | Grecia   | Andreas Vazaios (1'50"01) Kōnstantínos Englezakis (1'50"67) Kōnstantínos Stamou (1'49"41) Dimitrios Markos (1'48"33) | 7'18"42 | Q    |
| 7    | 1        | 6      | Irlanda  | Finn McGeever (1'50"76) Evan Bailey (1'48"50) Jack Cassin (1'50"21) Cormac Rynn (1'49"24)                            | 7'18"71 | Q    |
| 8    | 1        | 7      | Bulgaria | Yordan Yanchev (1'49"78) Deniel Nankov (1'49"05) Kaloyan Levterov (1'50"88) Kaloyan Bratanov (1'49"49)               | 7'19"20 | Q    |
| 9    | 1        | 5      | Slovenia | Sašo Boškan (1'48"58) Arne Furlan Štular (1'52"00) Primož Šenica Pavletič (1'52"43) Jaka Pušnik (1'51"61)            | 7'24"62 |      |
| 10   | 1        | 4      | Svizzera | Tiago Behar (1'51"17) Jérémy Desplanches (1'52"10) Marius Toscan (1'51"27) Gian-Luca Gartmann (1'50"91)              | 7'25"45 |      |
| 11   | 1        | 3      | Lettonia | Kristaps Miķelsons (1'51"34) Jegors Mihailovs (1'55"63) Ronens Kermans (1'54"63) Reds Rullis (1'51"74)               | 7'33"34 |      |
| 12   | 2        | 5      | Moldavia | Pavel Alovatki (1'54"09) Egor Covaliov (1'55"35) Constantin Malachi (2'02"36) Denis Svet (2'01"33)                   | 7'53"13 |      |

### Finale
| Pos.    | Corsia | Nazione  | Atleta | Tempo   | Note |
| ------- | ------ | -------- | --- | ------- | ---- |
| Oro     | 4      | Lituania | Tomas Navikonis (1'47"42) Tomas Lukminas (1'47"66) Kristupas Trepočka (1'48"06) Danas Rapšys (1'44"90)               | 7'08"04 |      |
| Argento | 3      | Ungheria | Nándor Németh (1'46"11) Balázs Holló (1'48"09) Richárd Márton (1'47"63) Hubert Kós (1'47"76)                         | 7'09"59 |      |
| Bronzo  | 7      | Grecia   | Dimitrios Markos (1'47"12) Kōnstantínos Englezakis (1'46"60) Kōnstantínos Stamou (1'48"61) Andreas Vazaios (1'47"40) | 7'09"73 |      |
| 4       | 5      | Israele  | Denis Loktev (1'48"81) Bar Soloveychik (1'46"74) Eitan Ben Shitrit (1'47"17) Gal Cohen Groumi (1'47"20)              | 7'09"92 |      |
| 5       | 6      | Germania | Danny Schmidt (1'48"92) Philipp Peschke (1'47"46) Jarno Bachnitt (1'48"23) Marius Zobel (1'49"34)                    | 7'13"95 |      |
| 6       | 2      | Croazia  | Niko Janković (1'47"31) Vili Sivec (1'48"45) Marin Mogić (1'50"74) Karlo Perčinić (1'49"72)                          | 7'16"22 |      |
| 7       | 1      | Irlanda  | Evan Bailey (1'48"72) Finn McGeever (1'49"68) Cormac Rynn (1'49"94) Jack Cassin (1'49"63)                            | 7'17"97 |      |
| 8       | 8      | Bulgaria | Yordan Yanchev (1'49"03) Deniel Nankov (1'52"31) Kaloyan Levterov (1'53"20) Kaloyan Bratanov (1'57"53)               | 7'32"07 |      |